# Nalle har ett stort blått hus
Nalle har ett stort blått hus (engelska: Bear in the Big Blue House) är en amerikansk TV-serie för barn, producerad för Disney Channel. Programmet sändes i SVT inom ramen för Bolibompa.
TV-serien sändes mellan 1997 och 2006.

## Svenska röster
- Nalle		Joakim Jennefors
- Totte		Peter Sjöquist
- Flopp		Måns Eriksson
- Flipp		Linus Wahlgren
- Plotte	Annelie Bhagavan
- Flotte	Vicki Benckert
- Trixie    Bjarne Heuser
- Skuggis   Andreas Nilsson
- Skugg-Ann Vicki Benckert
- Jujja		Annika Rynger
- Luna		Annelie Bhagavan